# Джек и Джим
«Джек и Джим» (англ. Jack & Jim, ISBN 0-7868-0614-1) — книга для детей автора Китти Кроутер (Kitty Crowther).
В книге описываются отношения двух птиц-мальчиков, которые стали друзьями, несмотря на расовые предрассудки (один из них — черный дрозд, а другой — чайка). Из-за однополости главных героев и их различной окраски, книга воспринимается как метафора мирного сосуществования различных рас, а также толерантного отношения к сексуальным меньшинствам.
По этой причине книга подвергается нападкам со стороны религиозных фундаменталистских групп, хотя прямо в повествовании не упоминаются ни расовые, ни гомосексуальные отношения. Однако, первичное отношение белых чаек к чёрному дрозду вполне можно считать за аллегорию межрасовых отношений.

## Содержание
Дрозд Джек долгое время жил в лесу и решил отправиться в путешествие к морю. Там он встретил чайку по имени Джим. Они отправились на маленький остров и там заночевали. Затем Джим представил Джека своим соплеменникам и показал ему деревню, где он провел своё детство. Жители деревни отнеслись к чужаку враждебно и настороженно. Капитан Чайка спросил: «А что это за странная птица?». Джим защищал своего друга, но остальные чайки оставались к нему недоброжелательны. Однажды Джек обнаружил у Джима сундук с книгами, которыми тот топил печь. Джек умел читать и с тех пор он стал читать своему другу книги. Постепенно об этом узнали остальные жители деревни и стали тоже приходить слушать истории Джека, что послужило к конечному примирению сторон.